# Halina Pilawska
Halina Pilawska (ur. 9 maja 1924 w Kaliszu, zm. 11 kwietnia 2017 w Szczecinie) – polska lekarka (specjalności: epidemiologia, higiena, pediatra), profesor nauk medycznych, nauczyciel akademicki Pomorskiej Akademii Medycznej, działaczka społeczna, w czasie powstania warszawskiego – łączniczka AK (Obwód Śródmieście).

## Życiorys

### Okres przed II wojną światową
Urodziła się w roku 1924 w Kaliszu. Jej ojciec, Kazimierz, zmarł nagle w roku 1937. Matka, Stanisława z domu Klepa (bez zawodu), zamieszkała z córką w Sieradzu, w domu swojego ojca.
W roku 1939 Halina chodziła do drugiej klasy gimnazjum. Była aktywną harcerką ze stopniem ochotniczki. Z prowadzonym przez siebie zastępem uczestniczyła w przygotowaniach małego szpitala polowego w jednym z sieradzkich mieszkań. W sierpniu, tuż przed napaścią Niemiec, matka postanowiła uciekać z Sieradza w głąb Polski. Rodzina, wraz z sąsiadami, wyjechała furmanką w kierunku Męckiej Woli.

### II wojna światowa

#### Wrzesień 1939
Realizację Fall Weiss Niemcy rozpoczęli, gdy furmanki z mieszkańcami Sieradza były w drodze. W czasie pierwszych bombardowań uchodźcy ukrywali się w bruzdach wokół szosy. Rodzina Haliny dotarła w okolice Zduńskiej Woli, zatrzymując się w ogrodach i ukrywając w prowizorycznych schronach. Wkrótce postanowiono wracać do Sieradza (włączonego do Rzeszy), w którym trwały rozstrzeliwania (rozstrzelany został m.in. dyrektor gimnazjum), wysiedlenia, wywozy do obozów.

#### Okupowana Warszawa
W listopadzie matka Haliny zorganizowała przejście przez zieloną granicę do Generalnej Guberni i wędrówkę do licznej rodziny w okupowanej Warszawie. Początkowo zamieszkała z córką u siostry-chemiczki (kierowniczki laboratorium w Polskim Monopolu Tytoniowym) i jej męża, profesora SGGW (Adolf Sajdel), a następnie w mieszkaniach innych członków rodziny, m.in. przy ul. Śniadeckich 19, w mieszkaniu ciotki Jadwigi, która zginęła w czasie bombardowania Warszawy.
Halina Wyszkowska pomagała matce w zdobywaniu środków na utrzymanie i uczyła się na tajnych kompletach. Pracowała jako opiekunka dwuletniej córki państwa Massalskich (zob. Massalscy) przy ul. Lwowskiej, jako ekspedientka w wytwórni papieru, potem jako goniec w biurze budowlanym przy ul. Hożej, a tuż przed powstaniem – jako asystentka w gabinecie dentystycznym dr Janiny Biskupskiej przy ul. Filtrowej. Dodatkowo pomagała też ciotce w sprzedaży papierosów, które nielegalnie produkowały z przydziałów tytoniu, otrzymywanych w jej miejscu pracy. Chodziła do tzw. półtorarocznej szkoły przygotowawczej do szkół zawodowych (poziom czwartej klasy gimnazjum), a następnie do liceum (tajne komplety przedwojennego liceum im. Marii Konopnickiej). Zdała maturę na początku lipca 1944 roku Dodatkowo uczyła się języka angielskiego i chodziła na kursy plastyczno-taneczne (m.in. razem z Beatą Artemską).
Uczestniczyła w zbiórkach Szarych Szeregów – przechodziła intensywne szkolenia w udzielaniu pierwszej pomocy i pełnieniu funkcji obserwatora, brała udział w kolportażu prasy podziemnej.

#### Powstanie warszawskie
W drugim dniu powstania warszawskiego trafiła do kompanii „Lewara” (zgrupowanie „Harnasia”, Grupa Śródmieście Północ - Radwan, zob. „Radwan”) w Okręgu Warszawa AK.
Do kompanii „Lewara” trafiła przypadkiem. To do niego została zaprowadzona po zatrzymaniu – jako osoba podejrzana – przez patrol powstańczy, gdy próbowała przedostać się pod ostrzałem do domu na Krakowskim Przedmieściu z Leszna, gdzie próbowała od kuzyna (Andrzeja) dowiedzieć się czegoś o dacie wybuchu powstania (godzina „W”) i możliwościach włączenia się. Okazało się, że wuj Haliny, Adolf Sajdel, był konspiracyjnym współpracownikiem „Lewara” (m.in. zostawiał u niego „bibułę”, którą ona rozprowadzała).
Ponieważ dom na Krakowskim Przedmieściu Niemcy podpalili, wyprowadzając mieszkańców przed czołgi Lewar przyjął dziewczynę do swojej kompanii jako łączniczkę. Przyjęła pseudonim „Hala” i otrzymała stopień strzelec. Początkowo, okaleczona w czasie swojej wędrówki przez miasto, opiekowała się magazynem żywnościowym kompanii (worek pęczaku, skrzynki szampana ze zburzonych piwnic cukierni Gajewskiego i beczki mrożonych konfitur). Donosiła też posiłki – zwykle zimny pęczak z luksusowymi konfiturami (używanymi do dekoracji tortów) – załodze pobliskiego stanowiska rkm-ów przy ul. Czackiego. W swoich wspomnieniach pisała później również o wielkiej euforii tamtych dni:

Fakt, że stajemy do walki twarzą w twarz ze znienawidzonym wrogiem, że wszędzie wiszą polskie flagi, że puszczamy na pełen regulator zdobyte, ale przez całą okupację zabronione, radia, łapiąc na nich Londyn, że udało nam się wyprzeć Niemców z całych kwartałów dzielnic miejskich, że w chwilach ciszy wieczorami odbywamy zbiórki wojskowe i śpiewamy pieśni – był dla nas źródłem wspaniałych, niepowtarzalnych, jedynych w swoim rodzaju przeżyć.

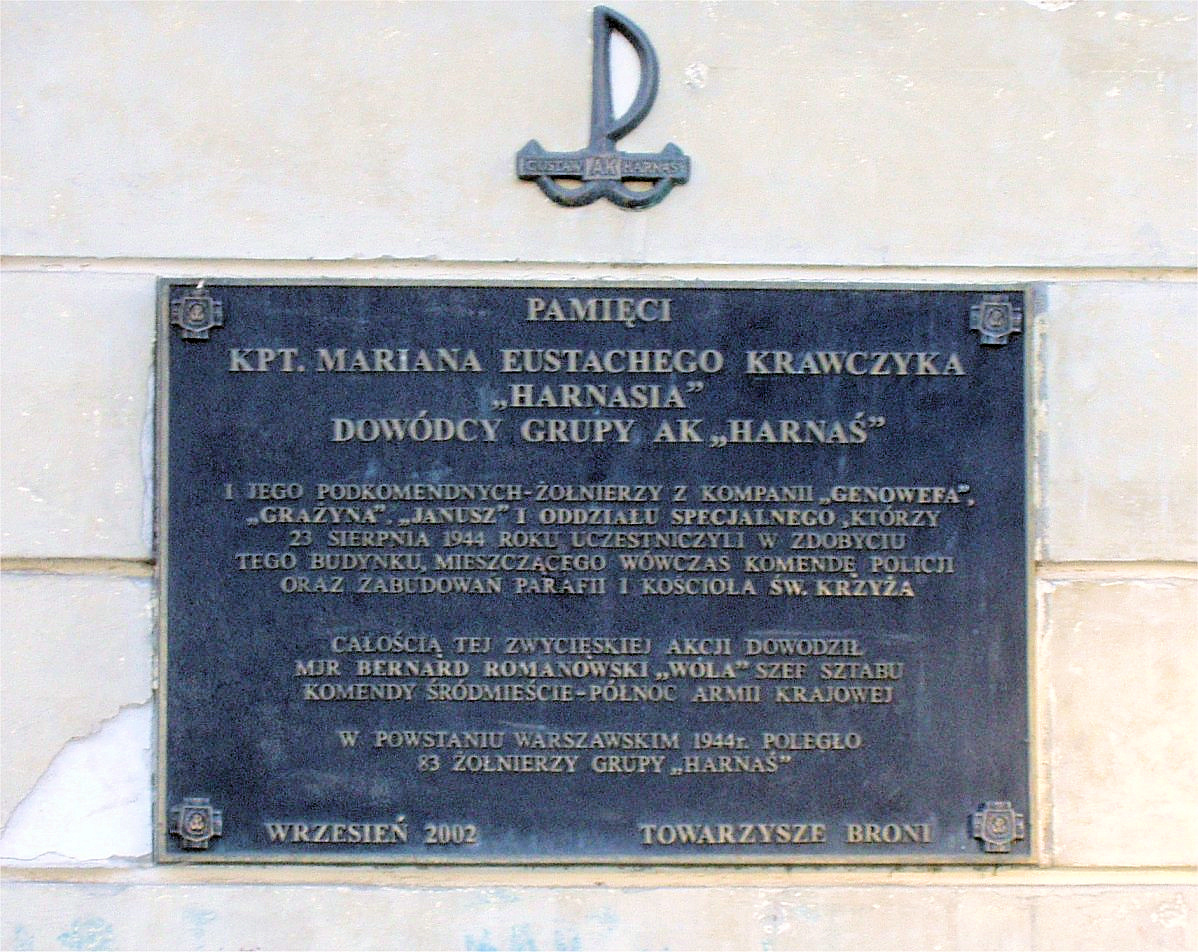
Tablica ku czci „Harnasia” przy Krakowskim Przedmieściu 3

Z biegiem czasu łączniczki otrzymywały coraz bardziej niebezpieczne zadania – donoszenie granatów, butelek z benzyną, żywności i wody było coraz trudniejsze. Jako „jedno piekło”" wspomina Halina Pilawska zwycięskie akcje na Komendę Policji przy Krakowskim Przedmieściu (do płonącego wnętrza Kościoła Św. Krzyża donosiła amunicję). Została poważnie ranna w czasie akcji w budynku Banku Handlowego. Budynek zawalił się wskutek wybuchu „goliata” (tę minę ciągnął czołg, unieruchomiony przez powstańców). Załoga stanowiska ogniowego zginęła, a łączniczkę uratowano:

Była to genialnie przeprowadzona trepanacja czaszki przy znieczuleniu metodą naturalną, tj. młotkiem w głowę, przez późniejszego jednego z najlepszych neurochirurgów prof. Stępnia, wówczas młodego lekarza w szpitalu powstańczym.

Halina Wyszkowska tylko wyrywkowo zapamiętała swoje późniejsze powstańcze losy – transport z domu wuja w płonącej Warszawie do obozu w Pruszkowie, skierowanie przez komisję Czerwonego Krzyża do szpitala w Skierniewicach, opiekę kolejnego znanego później neurochirurga, Adama Kunickiego. Ten okres swojego życia podsumowała:

I tak wygląda ta moja karta powstańcza – fragment mojego długiego życiorysu, który powinien się przerwać przed pięćdziesięciu laty. Fragment, który uważam za najważniejszy i najcenniejszy i którego nigdy się nie wypierałam, umieszczając go zawsze w życiorysach, nawet wówczas kiedy tego nie należało robić.

### Po II wojnie światowej
Bezpośrednio po powstaniu przebywała pod opieką dr Kunickiego, zajmując się w jego domu pod Skierniewicami dwójką jego dzieci. Tam została odnaleziona przez matkę (spodziewającą się zobaczenia córki bez nogi). Obie wróciły do Sieradza, ale wkrótce przeniosły się do Wrocławia, gdzie znajomy rodziny zaoferował jej pracę pomocy biurowej w spółdzielni transportowej. Zachęcał też do podjęcia studiów w otwieranym tam Uniwersytecie. Rozpoczęła studia medyczne – pierwszy uruchamiany kierunek – mimo że wcześniej myślała o architekturze (powstańcze przeżycia rozbudziły szacunek do zawodu lekarza). Po trzech latach przeniosła się do Szczecina, do tworzonej tam Akademii Lekarskiej (później Pomorska Akademia Medyczna), oferującej studentom lepsze warunki – stypendia, „dodatki osiedleńcze”, miejsca w akademiku (częściowo okazało się to fikcją). Dyplom lekarza otrzymała w roku 1951, specjalizację II stopnia w zakresie higieny w roku 1955 i specjalizację I stopnia w zakresie pediatrii w roku 1957. W szczecińskim PAM osiągała kolejne stopnie i tytuły naukowe:
- 1961 – doktorat
- 1972 – dr hab. (habilitacja)
- 1987 – tytuł profesora

W latach 1949–1972 pracowała w Zakładzie Higieny PAM, kolejno jako asystent, starszy asystent i adiunkt. Była też asystentem w Klinice Pediatrii (1955–1958) oraz kierownikiem Zakładu Propedeutyki Pediatrii w Instytucie Pediatrii (1972–1973). Od roku 1973 zajmowała stanowisko kierownika Katedry Medycyny Społecznej. W roku 1982 z tego stanowiska została zwolniona na pół roku za „działalnością wywrotową” w „Solidarności”. Prowadziła również wykłady poza PAM, m.in. w Szkole Pielęgniarek i Położnych (1952–1959), Wyższej Szkole Pedagogicznej (1971–1975), Wyższej Szkole Ekonomicznej (1960–1972).
Odbyła staże naukowe w Państwowym Zakładzie Higieny pod kierownictwem Marcina Kacprzaka (1958) oraz staże zagraniczne w dziedzinie higieny szkolnej (Czechosłowacja, Jugosławia). Opracowała normy rozwojowe dla dzieci szczecińskich, obejmujące wpływ czynników środowiskowych. Diagnozowała zagrożenia zdrowia w środowisku szkolnym oraz w zakładach pracy i ich otoczeniu. Badania dotyczyły m.in. wpływu zwiększonej zawartości azotu w wodzie (methemoglobina alimentarna, od łac. alimentum – pokarm, alere – karmić, żywić) oraz wpływu zanieczyszczeń atmosfery związkami siarki. Z jej inicjatywy zainstalowano w urządzenia zmniejszające emisję zanieczyszczeń z kominów Zakładów Chemicznych Police (zob. np. oddziaływanie wytwórni kwasu fosforowego na środowisko).
W ramach kształcenia kadry naukowej recenzowała m.in. prace doktorskie i habilitacyjne:
- Negatywne zachowania w miejscu pracy, a zadowolenie z wykonywanej pracy w grupie zawodowej pielęgniarek, Danuta Kunecka (2008, dr)
- Warunki skuteczności logopedycznej terapii dyslalii ankyloglosyjnej, Barbara Ostapiuk (2001, dr)
- Praktyka lekarska i problemy medyczne Pomorza u schyłku epoki napoleońskiej, Iwona Gosk (2000, dr)
- Pierwsze zęby trzonowe stałe w wybranych grupach wieku populacji polskiej. Studium epidemiologiczne, Danuta Wójtowicz (2000, dr hab.)

Przez wiele lat działała w:
- Polskim Towarzystwie Lekarskim (prezes Oddziału Pomorskiego, członek Zarządu Głównego)
- Polskim Towarzystwie Higienicznym (1972–1982 – przewodnicząca, od 1982 – wiceprzewodnicząca Oddziału Szczecińskiego)
- Polskim Towarzystwie Przyrodników im. Kopernika (od 1978 – członek zarządu)
- Towarzystwie Wiedzy Powszechnej (od 1981 – członek Zarządu Wojewódzkiego)
- European Anthropological Association (od 1984)
- Polskim Czerwonym Krzyżu (członek Zarządu Wojewódzkiego w Szczecinie od 1969)
- Komisji ds. lekarzy emerytów i rencistów przy Naczelnej Izbie Lekarskiej

Jest współzałożycielką Uniwersytetu Trzeciego Wieku w Szczecinie.

## Publikacje
Jest autorką ponad stu publikacji, dotyczących przede wszystkim rozwoju dzieci, w tym wpływu zanieczyszczeń środowiska na stan ich zdrowia. W informatorze biograficznym „Kto jest kim w polskiej medycynie” (1987) wymieniono prace:
- Ocena rozwoju fizycznego oraz stanu zdrowia dzieci szkolnych pierwszych klas szkolnych urodzonych i wychowanych w Szczecinie, „Rocznik Pomorskiej AM”, 1962
- Efektywność lekarskiej opieki dyspanseryjnej nad dzieckiem szkolnym, „Pediatria Polska”, 1970
- Wyniki badań wód studziennych z terenu województwa szczecińskiego w aspekcie profilaktyki alimentarnych zatruć niemowląt, „Roczniki PZH”, 1971
- Physical Development of Children in Szczecin, Poland. Example  25: Measurement of Levels of Health, 1979
- Wybrane wskaźniki zdrowia oraz ocena stopnia zaspokojenia potrzeb zdrowotnych studentów miasta Szczecina, „Zdrowie Publiczne”, 1980
- Wskaźniki  rozwoju dzieci wiejskich z województwa szczecińskiego w wieku 14 lat, „Wychowanie Fizyczne i Higiena Szkolna”, 1981

Po ukończeniu 70. roku życia nie przerwała intensywnej pracy zawodowej, o czym świadczą publikacje, znajdujące się w wykazie Biblioteki PUM, m.in. poświęcone sprawom zdrowia ludzi w podeszłym wieku oraz znaczeniu ruchu i innych zachowań prozdrowotnych:
- Halina Pilawska, Małgorzata Dobrzycka, Jolanta Wasik, Krajobraz po bitwie – czyli stan opieki środowiskowej nad człowiekiem w wieku podeszłym w dobie reformy systemu ochrony zdrowia W: „Przestrzeń życiowa i społeczna ludzi starszych”, Łódź, 2000, s. 349–358
- Alicja Walczak, Halina Pilawska, Jarosław Szydłowski. Ocena satysfakcji pacjenta w wieku podeszłym w kontaktach z lekarzem rodzinnym W: Międzynarodowa Konferencja Naukowa pod patronatem Ministerstwa Zdrowia pt. „Polacy u progu XXI wieku: witalność, zdrowie, długość życia – metodologia oceny zachowań i potrzeb zdrowotnych”, Warszawa 7–8 grudnia 2000 s. 16
- Małgorzata Domagała-Dobrzycka, Halina Pilawska, Joanna Wasik. Ocena sytuacji zdrowotnej, społecznej i ekonomicznej mieszkańców Szczecina w wieku 90 lat i więcej W: „Sytuacja zdrowotna osób w starszym wieku w Polsce. Aspekt medyczny i społeczno-demograficzny”, Materiały ogólnopolskiego seminarium naukowego 26–27 czerwca 2000 Łódź 2000, s. 95–102
- Halina Pilawska, Alicja Walczak, Bożena Litkowska, Współzależność pomiędzy biernym a czynnym wypoczynkiem jako miernik zachowań zdrowotnych  W: „Mierniki zachowań zdrowotnych”, Materiały Krajowej Konferencji Naukowej, Warszawa, 9–10 grudnia 1999, s. 59–65
- Anna Kuprjanowicz, Małgorzata Domagała-Dobrzycka, Bożena Litkowska, Halina Pilawska, Zbigniew Sych, Porównawcza ocena aktywności fizycznej (ruchowej) w badaniach populacyjnych III pokoleń mieszkańców Szczecina W: „Aktywność ruchowa ludzi w różnym wieku”, IV Konferencja naukowa, Szczecin 3–4 grudnia 1998, s. 24–28
- Halina Pilawska, Alicja Walczak, Bożena Litkowska, Współzależność między biernym a czynnym wypoczynkiem jako miernik zachowań zdrowotnych W: Krajowa Konferencja Naukowa pt. „Mierniki zachowań zdrowotnych”, Warszawa, 9–10 grudnia 1999 r.
- Zachowania ludzkie w zdrowiu i chorobie, Materiały z Międzynarodowej Konferencji Medycyny Psychosomatycznej Krajów Nadbałtyckich, Szczecin 28–31 maja 1998, red. nauk. Halina Pilawska, Maria Siemińska
- Halina Pilawska, Artur Mierzecki, Zachowania zdrowotne i stresy lekarzy polskich a długość ich życia W: Zachowania ludzkie w zdrowiu i chorobie. Materiały z Międzynarodowej Konferencji Medycyny Psychosomatycznej Krajów Nadbałtyckich, Szczecin 28–31 maja 1998, red. nauk. Halina Pilawska, Maria Siemińska
- Halina Pilawska, Hanna Podraza, Maria Siemińska, Proces adaptacji do życia osób pozbawionych trwale zdolności ruchowych W: „Radzenie sobie i pomoc innym w zdrowiu i chorobie", wyd. Lublin, 1997
- Halina Pilawska, Maria Siemińska. Wybrane aspekty jakości życia słuchaczy Uniwersytetu III wieku W: XI Ogólnopolskie Sympozjum Sekcji Medycyny Psychosomatycznej Polskiego Towarzystwa Lekarskiego i Sekcji Chorego Somatycznie Polskiego Towarzystwa Psychologicznego na temat: „Jakość życia w zdrowiu i chorobie”, Kołobrzeg, 19–21 maja 1995

## Odznaczenia i wyróżnienia
Otrzymała odznaczenia:
- Krzyż Kawalerski OOP
- Złoty Krzyż Zasługi
- Warszawski Krzyż Powstańczy

Została uhonorowana również:
- Medalem Komisji Edukacji Narodowej
- Odznaką Honorową „Za wzorową pracę w służbie zdrowia”
- Odznaką Honorową PCK III stopnia
- Odznaką "Zasłużonemu – Polskie Towarzystwo Lekarskie",
- Odznaką Gryfa Pomorskiego

Podczas obchodów 80. rocznicy urodzin otrzymała od Okręgowej Izby Lekarskiej brązową statuetkę „Wąż Eskulapa”. W dniu 9 listopada 2012 roku została uroczyście udekorowana Medalem Gloria Medicinae. Otrzymała tytuł „Medicus Nobilis” i srebrny sygnet PTL.

## Życie prywatne
Wyszła za mąż za Zbigniewa Pilawskiego, który również rozpoczynał studia medyczne w Szczecinie w roku 1948. Mieli dwoje dzieci: Macieja (ur. 1953) i Beatę (ur. 1955). Halina Pilawska była wdową od roku 1987. Jej od dawna ulubionymi sposobami spędzania wolnego czasu były sporty wodne, narty, rower. W czasie wywiadu, udzielonego z okazji 90-lecia urodzin powiedziała, że codziennie uprawia nordic walking.
Zmarła 11 kwietnia 2017 roku w Szczecinie. Pochowana została na cmentarzu Centralnym w Szczecinie (kwatera 59 A).